# The Torture Never Stops
The Torture Never Stops es un DVD en vivo de Frank Zappa, publicado póstumamente en 2008.
```
Se compone de imágenes de uno de los conciertos anuales de 
Halloween
 de Zappa en The Palladium de Nueva York, el 31 de octubre de 1981. Esa noche se celebraron dos conciertos, y el DVD contiene metraje de imágenes de ambos programas, editadas juntos.
```

## Lista de canciones
1. Black Napkins
2. Montana
3. Easy Meat
4. Beauty Knows No Pain
5. Charlie’s Enormous Mouth
6. Fine Girl
7. Teen-age Wind
8. Harder Than Your Husband
9. Bamboozled By Love
10. We’re Turning Again
11. Alien Orifice
12. Flakes
13. Broken Hearts Are for Assholes
14. You Are What You Is
15. Mudd Club
16. The Meek Shall Inherit Nothing
17. Dumb All Over
18. Heavenly Bank Account
19. Suicide Chump
20. Jumbo Go Away
21. Stevie’s Spanking
22. The Torture Never Stops
23. Strictly Genteel
24. The Illinois Enema Bandit

## Extras
1. Teen-age Prostitute
2. City Of Tiny Lites
3. You Are What You Is - music video
4. Picture Gallery

## Músicos
- Frank Zappa: guitarra, voces
- Ray White: guitarra, voces
- Steve Vai: guitarra, voces
- Scott Thunes: bajo, voces
- Tommy Mars: teclados, voces
- Bobby Martin: teclados, saxófono, voces
- Ed Mann: Percusión, voces
- Chad Wackerman:]] batería